# Porte Saint-Victor
Porte Saint-Victor (česky Brána sv. Viktora) byla brána v Paříži, která byla součástí městského opevnění, které nechal vystavět francouzský král Filip II. August.

## Umístění
Nacházela se na ulici Rue Saint-Victor, po které získala své označení (vzhledem k sousedství kláštera sv. Viktora), mezi Rue des Fossés-Saint-Victor a Rue des Fossés-Saint-Bernard v 5. obvodu. Byla umístěna v prostoru dnešního domu č. 2 na Rue des Écoles, kde na její existenci upomíná pamětní deska.

## Historie
Brána vznikla na počátku 13. století spolu s městskými hradbami. V roce 1568 byla přestavěna a v roce 1684 stržena. Až do počátku 80. let 20. století, než byl postaven stávající dům č. 2, zde byly viditelné pozůstatky hradeb.